# Kelley Jones (remera)
Kelley Jones (Houston, 8 de diciembre de 1965) es una deportista estadounidense que compitió en remo.
Ganó una medalla de plata en el Campeonato Mundial de Remo de 1990, en la prueba de ocho con timonel. Participó en los Juegos Olímpicos de Barcelona 1992, ocupando el sexto lugar en la misma prueba.

## Palmarés internacional
| Campeonato Mundial | Campeonato Mundial   | Campeonato Mundial | Campeonato Mundial |
| Año                | Lugar                | Medalla            | Prueba             |
| ------------------ | -------------------- | ------------------ | ------------------ |
| 1990               | Tasmania (Australia) | Medalla de plata   | Ocho con timonel   |